# 中井良太郎
中井 良太郎（なかい りょうたろう、1887年（明治20年）2月4日 - 1953年（昭和28年）12月13日）は、日本陸軍の軍人。最終階級は陸軍中将。

## 経歴
三重県出身。農業・中井秀蔵の養嗣子となる。大阪陸軍地方幼年学校、中央幼年学校を経て、1908年（明治41年）5月、陸軍士官学校（20期）を卒業。同年12月、歩兵少尉に任官し歩兵第4連隊付となった。1916年（大正5年）11月、陸軍大学校（28期）を卒業した。
陸軍省軍務局付勤務、軍務局課員、陸軍兵器本廠付、歩兵第21連隊大隊長などを歴任。1928年（昭和3年）12月から陸大専攻学生となる。翌年12月、人事局付となり、人事局課員などを務めた。
1931年（昭和6年）8月、歩兵大佐に昇進し人事局恩賞課長に就任。歩兵第15連隊長を経て、1936年（昭和11年）8月、陸軍少将に進級。歩兵第14旅団長、東部防衛参謀長を歴任。1939年（昭和14年）3月、陸軍中将に昇進し東部防衛司令部付となる。
1939年5月、第106師団長に就任し日中戦争に出征。贛湘作戦などに参戦。その後、汕頭方面での掃討作戦に参加した。この作戦を最後に第106師団は1940年（昭和15年）3月9日に復員し待命となり、同年4月、予備役に編入された。
1947年（昭和22年）11月28日、公職追放仮指定を受けた。

## 栄典
位階
- 1909年（明治42年）3月1日 - 正八位[6]
- 1912年（明治45年）3月1日 - 従七位[7]
- 1917年（大正6年）3月20日 - 正七位[8]
- 1922年（大正11年）4月20日 - 従六位[9]
- 1927年（昭和2年）5月16日 - 正六位[10]
- 1931年（昭和6年）9月15日 - 従五位[11]
- 1936年（昭和11年）10月1日 - 正五位[12]

勲章等
- 1921年（大正10年）7月1日 - 第一回国勢調査記念章[13]

## 著書
- 『兵役法要義 前編』川流堂小林又七、1922年。
- 『軍制学大意 - 陸軍篇』兵書出版社、1926年。
- 『戦闘一般の要領 - 中等学校軍事講話』織田書店、1927年。
- 『通俗逐条講話兵役法詳解』織田書店、1928年。
- 『兵役法綱要 - 附・徴発令大要』松華堂書店、1928年。
- 『心の維新 - 臣道講話』明治図書、1941年。
- 『日本古戦史の真価』洛陽書院、1941年。
- 『史考大東亜戦争』二見書房、1942年。
- 『戦争史観の断片』二見書房、1942年。
- 『長期戦の国史考』国民新聞社出版部、1942年。
- 『兵理より観たる産業戦の指導原理』長尾出版報国会、1943年。
- 『将帥論』ダイヤモンド社、1943年。
- 『戦略的に観た織豊戦史』電通出版部、1943年。
- 『思想決戦 - 適思想侵攻とその撃砕』鳴玄社、1944年。
- 『吾等の世界観』泰文堂、1944年。

## 親族
- 子息 中井宗夫（弁護士・中小企業災害補償共済福祉財団理事長）[要出典]
- 娘婿 緒方景俊（陸軍少佐・空将）[1]